# Император Севера
«Император Севера» (англ. Emperor of the North) — американский приключенческий фильм 1973 года режиссёра Роберта Олдрича. Главные роли в этом фильме исполнили Ли Марвин, Эрнест Боргнайн и Кит Кэррадайн. Основан на рассказе Джека Лондона «Дорога».
Премьера фильма состоялась 23 августа 1973 года в США. Оригинальное название фильма — «Император Северного Полюса» (англ. Emperor of the North Pole), но позднее фильм был выпущен повторно под изменённым более коротким названием «Император Севера», которое и стало более распространённым.

## Сюжет
В фильме отображается эпоха Великой Депрессии в США. Конкретно, речь идёт об особой субкультуре нищих и бродяг, которые перемещались по Америке, нелегально подсаживаясь на проходящие мимо поезда. Такой нелегальный проезд стал своего рода спортом, потому что ставки делались как на бродягу, который собирался «проехаться зайцем», так и на машиниста, который должен был ему помешать. В то же время в фильме данное противостояние окрашено высшим, духовно-философским смыслом борьбы за жизнь и свободу с бесчеловечным законом.
Два главных героя — старый, опытный бродяга по кличке Номер Первый и молодой парень по кличке Сигарета, который занимается бродяжничеством совсем недавно, и по сути довольно наивен и беспомощен, но позиционирует и пытается вести себя как закалённый и бывалый преступник.
Сигарета и Номер Первый встречаются в самом начале фильма, когда старый бродяга (Номер Первый), стянув где-то курицу, собирается её ощипать на лесной полянке, а Сигарета, в числе прочих мелких бродяг, нападает на него с целью отнять курицу и полакомиться самим. Номер Первый, несмотря на численное превосходство, выходит из битвы победителем.
Затем Номер Первый запрыгивает на проходящий мимо поезд и прячется в вагоне с сеном. Вскоре на этот же поезд запрыгивает Сигарета и прячется там же. Случайно они оказываются заперты в этом вагоне. Старый бродяга устраивает пожар, и ему удаётся выбраться на свободу. Вслед за ним убегает и Сигарета. Поездом, на котором они ехали, управляет невероятно злой машинист с явной склонностью к садизму. Он испытывает особое удовольствие от того, что калечит и убивает бродяг, которые пытаются незаконно проехаться на его поезде (сцена одного такого жестокого убийства включена в фильм).
Поезд с горящим вагоном останавливается на железнодорожной станции. Здесь Номер Первый бросает вызов: он проедется на этом поезде, несмотря на зловещего машиниста (о котором среди бродяг давно ходит дурная слава, и которого Номер Первый давно собирался проучить). Постепенно новость облетает всю станцию, а затем и другие станции в стране. Делаются огромные ставки как на Машиниста, так и на Старого Бродягу.
Вскоре поезд отправляется в путь. Номер Первый, благодаря своему огромному опыту и ловкости, успешно прячется от Машиниста, который осматривает поезд с особой тщательностью, вооружившись целым арсеналом садистских инструментов, и как никогда готовый на убийство. Однако со временем Старый Бродяга узнаёт, что Сигарета тоже решил принять участие в пари. Несмотря на все попытки отговорить парня, Сигарета хочет остаться на поезде.
Далее по ходу действия фильма Сигарета очень мешает старому бродяге. Вдвоём прятаться намного труднее, к тому же молодой парень из-за недостатка опыта привлекает к себе слишком много внимания. Иногда он оказывает старику небольшую помощь, но в целом его присутствие причиняет только вред. Номер Первый прямо говорит Сигарете об этом и относится к нему с презрением. Они выживают на поезде по принципу «каждый сам за себя».
Из-за отягощающего присутствия Сигареты, который часто ведёт себя неправильно, двое бродяг терпят различные бедствия и неудачи. Несколько раз им приходится сойти с поезда, а затем догонять его с помощью разных ухищрений. При этом Номер Первый всегда сохраняет невозмутимость и уверенность в себе, а Сигарета, попав в экстремальную ситуацию, начинает теряться и паниковать. Показательно, что Номер Первый всегда приходит Сигарете на выручку, неважно какой ценой, а Сигарета таким качеством вовсе не отличается.
В финале фильма происходит решающая битва между старым бродягой и машинистом. Это очень жёсткая, неистовая схватка, которая происходит на тесном пространстве открытого вагона. Она заканчивается победой Номера Первого, который тяжело ранит машиниста и сбрасывает его с поезда. Впрочем, машинист при этом остаётся в живых и кричит вслед удаляющемуся поезду, что «схватка ещё не окончена».
Сигарета, который в страхе наблюдал за битвой, ни разу не придя на помощь старому бродяге, радостно выходит на открытый вагон и начинает строить восторженные планы о том, что вдвоём они могли бы стать отличной командой и, например, «захватить Мексику».
В ответ на это Номер Первый злобно цедит сквозь зубы: «Парень, у тебя нет вкуса», и сбрасывает Сигарету с поезда в грязный пруд. Затем старый бродяга кричит ему «У тебя есть кураж, но нет сердца, а нужно и то и другое. А доброте даже я тебя не смогу научить».
Номер Первый стоит на поезде, который быстро уходит вдаль.

## В ролях
- Ли Марвин — Номер Первый
- Эрнест Боргнайн — Машинист
- Кит Кэррадайн — Сигарета
- Хэрри Сизар — Уголь
- Малколм Эттербери — Хоггер
- Саймон Оуклэнд — полицейский
- Элиша Кук -мл. — «Серый кот»
- Мэтт Кларк — Ярдли
- Лиам Данн — Смайл
- Чарлз Тайнер — взломщик
- Роберт Флук — кондуктор
- Лэнс Хенриксен — рабочий на железной дороге (в титрах не указан)